# اکنون جوانتر
«اکنون جوانتر» (به انگلیسی: Younger Now) ششمین آلبوم از هنرمند اهل ایالات متحده آمریکا مایلی سایرس است که در ۲۹ سپتامبر ۲۰۱۷ توسط آرسی‌ای رکوردز منتشر شد.